# Bayview Stadium
Pour les articles homonymes, voir Bayview.
Le Bayview Stadium (anciennement appelé New Bayview) est un stade de football construit en 1998 et situé à Methil.
D'une capacité de 1 980 places, il accueille les matches à domicile de l'East Fife, club du championnat écossais. Il ne doit pas être confondu avec l'ancien stade de ce même club, le Bayview Park.

## Histoire
Après 95 années passées dans son ancien stade du Bayview Park, le club d'East Fife a dû se résigner à le quitter pour un nouveau stade. En effet, le club était aux prises avec des difficultés financières et avec une baisse de la fréquentation et le Bayview Park, surdimensionné, était situé en centre-ville et possédait de fait une forte valeur immobilière. Ainsi, East Fife s'est décidé à le vendre à des promoteurs immobiliers et à construire un nouveau stade en périphérie de la ville, le Bayview Stadium, appelé dans un premier temps New Bayview.
Le stade est situé à proximité immédiate de l'embouchure du Forth et était surplombé par l'imposante masse de la Methil power station (en) jusqu'à sa démolition en avril 2011.
La capacité d'accueil a été calibrée en fonction de la fréquentation des dernières années et a été fixée à 1 980 places, toutes assises et situées dans une seule et même tribune. Tout comme pour le Strathclyde Homes Stadium de Dumbarton construit à la même période, des possibilités d'augmentation du nombre de places ont été prévues à la fois de manière temporaire pour des grosses affiches ponctuelles ou de manière pérenne en cas de promotion du club dans les divisions supérieures.
En 2008, un projet de création d'une terrasse couverte a ainsi été annoncé mais à la suite de la crise financière, le projet a été abandonné.

## Affluence
Le record d'affluence a été établi le 26 octobre 2013 à l'occasion du match de Division 3 entre East Fife et les Rangers, avec 4 700 spectateurs. Ce match avait bénéficié d'installations temporaires pour augmenter la capacité d'accueil.
Les moyennes de spectateurs pour les précédentes saisons sont :
- 2014-2015: 557 (League Two)
- 2013-2014: 1 249 (League One)
- 2012-2013: 526 (Division Two)

## Transport
La gare la plus proche est la gare de Kirkcaldy (en), située à 13 kilomètres. Le stade est rapidement accessible depuis la A955.